# Riu Teifi
El riu Teifi, o Afon Teifi ( ? i  escolteu-ne la pronunciació en gal·lès), és un curs fluvial de Gal·les que desemboca en la badia de Ceredigion per sota de la ciutat d'Aberteifi. La conca del riu és de 1.008 quilòmetres quadrats, amb un cabal mitjà a Glan Teifi de 31.026 m³/s. Fins al 1970, la crescuda més gran registrada havia estat de 269,7 m³/s el 17 de desembre del 1965. La mitjana de precipitacions anuals varia entre els 155 mm de la part alta de la conca als 1.176 mm en la més baixa.

## Geografia
El Teifi s'origina al Llyn Teifi al centre de Gal·les, cap al nord del comtat de Ceredigion. Aquesta extensa àrea, molt despoblada, forma part del que de vegades s'anomena "desert de Gal·les". El curs del riu passa per l'Abadia de Strata Florida i per Pontrhydfendigaid abans d'arribar al fons de la vall principal. Després de travessar un dels grans aiguamolls interiors de Gran Bretanya, el Gors Goch Glan Teif, el Teifi s'arrossega al llarg dels 50 quilòmetres següents en direcció més o menys sud-oest fent un arc suau, passant pels pobles de Tregaron, Llanddewi Brefi, Cwmann, Llanbedr Pont Steffan, Llanybydder, Llandysul, Castell Newydd Emlyn, Cenarth, Llechryd i finalment Aberteifi. Les marees afecten el riu ja a partir de Llechryd, i l'aigua baixa cap al mar a través de la gorja de Cilgerran. Més enllà d'Aberteifi, el riu s'eixampla en un gran estuari que passa el centre d'estiueig de la platja de Poppit abans de desembocar a la badia de Ceredigion.

## Geologia i paisatge
El Teifi i els seus afluents corren sobre antigues lutites de l'Ordovicià i del Silurià molt erosionades per glaceres en l'edat de gel. El paisatge resultant és de turons suaus que suporten conreus diversos en què predominen els terrenys dedicats a la ramaderia ovina i bovina. Ceredigion tenia la fama de ser la font de la llet que es bevia a Londres en el segle xix. Els paisatges del Teifi són molt atractius i, el riu és considerat un dels més bells de Gal·les.
Les Teifi pools, o les basses del Teifi, són una sèrie de petits llacs en el naixement del riu que testimonien el seu passat de glaceres. Estan situats terres amunt i són de mena àcida; alguns han estat regulats amb preses i s'aprofiten per a la captació d'aigua potable. La gran zona d'aiguamolls per sobre de Tregaron actua com una esponja gegantina per esmortir les aiguades. Ràpids i salts d'aigua no són habituals, però els de Henllan i especialment a Cenarth són dignes d'atenció i hom els ha pintat i fotografiat molt a causa de la bellesa del paisatge. L'engorjat entre Llechryd i Cilgerran té una qualitat melancòlica especial: pocs visitants s'hi arriben i el riu llisca silenciosament entre la compacta vegetació de les ribes, cobertes per falgueres.

## Cultura i història
La vall del Teifi ha estat habitada des de la prehistòria. Es troben restes de l'edat de ferro i de l'Edat de Pedra, amb Cromlecs (cambres funeràries) i megalits. Les ruïnes de l'abadia medieval de Strata Florida mostren excel·lents mostres de rajoles encàustiques. El riu passa també a prop de la Universitat de Gal·les a Llanbedr, l'establiment universitari més antic del país.
Entre Cenarth i Aberteif hi ha l'antiga tradició de pescar i desplaçar-se emprant coracles -bots individuals molt lleugers fets de branques corbades i cobertes amb una pell d'animal-. La propulsió es fa amb un rem i demana gran habilitat. S'usen principalment en la pesca del salmó amb xarxa, una afició actualment molt reglamentada; el dret de pesca passa de pare a fill. En una tradició que ve de lluny, en el baix Teifi hi ha el costum de pescar furtivament salmons i truites.
La vall acull el carrilet de la vall del Teifi, un tren de vapor de via estreta.

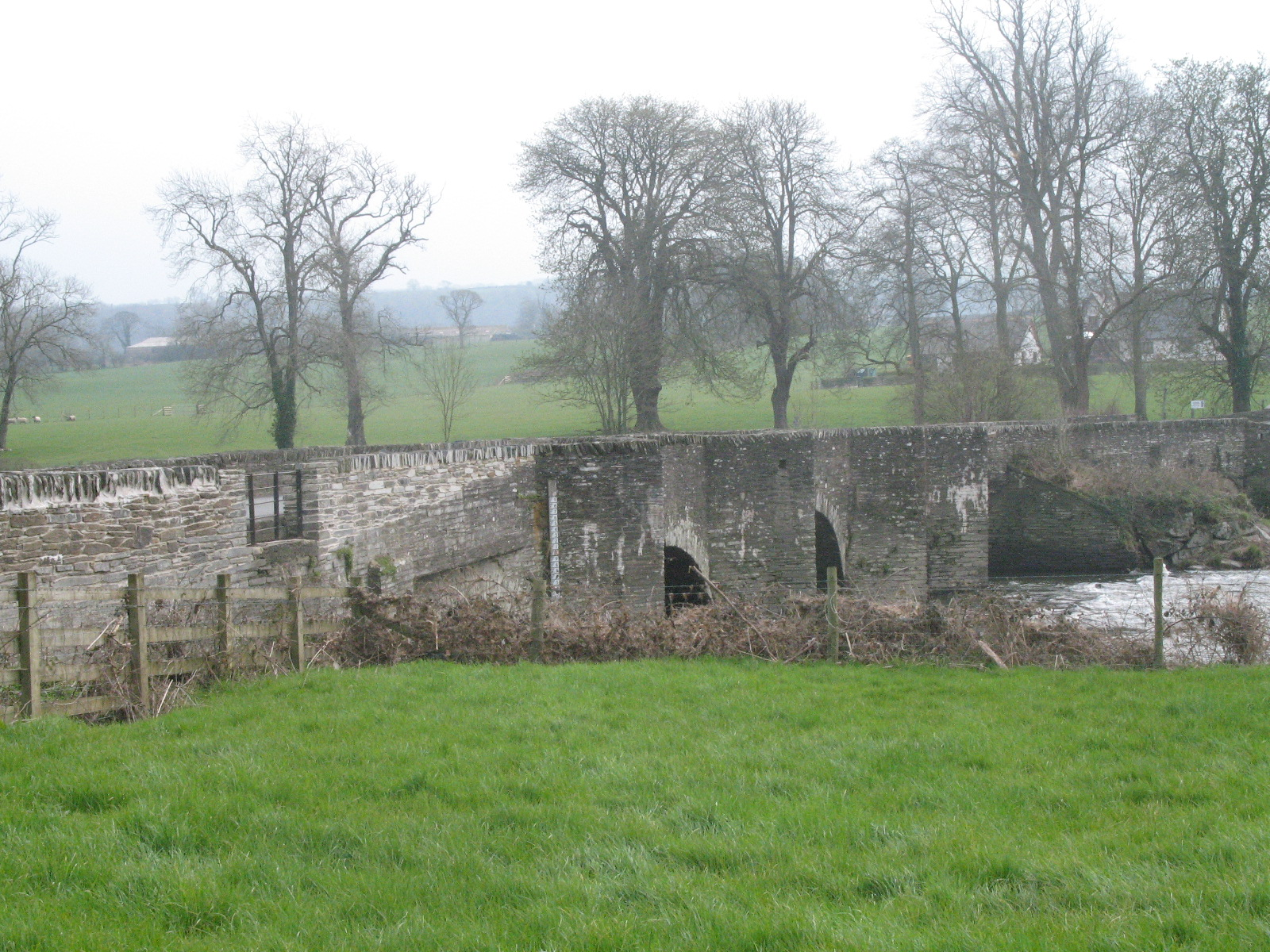
Pont sobre el riu Teifi, a Llechryd

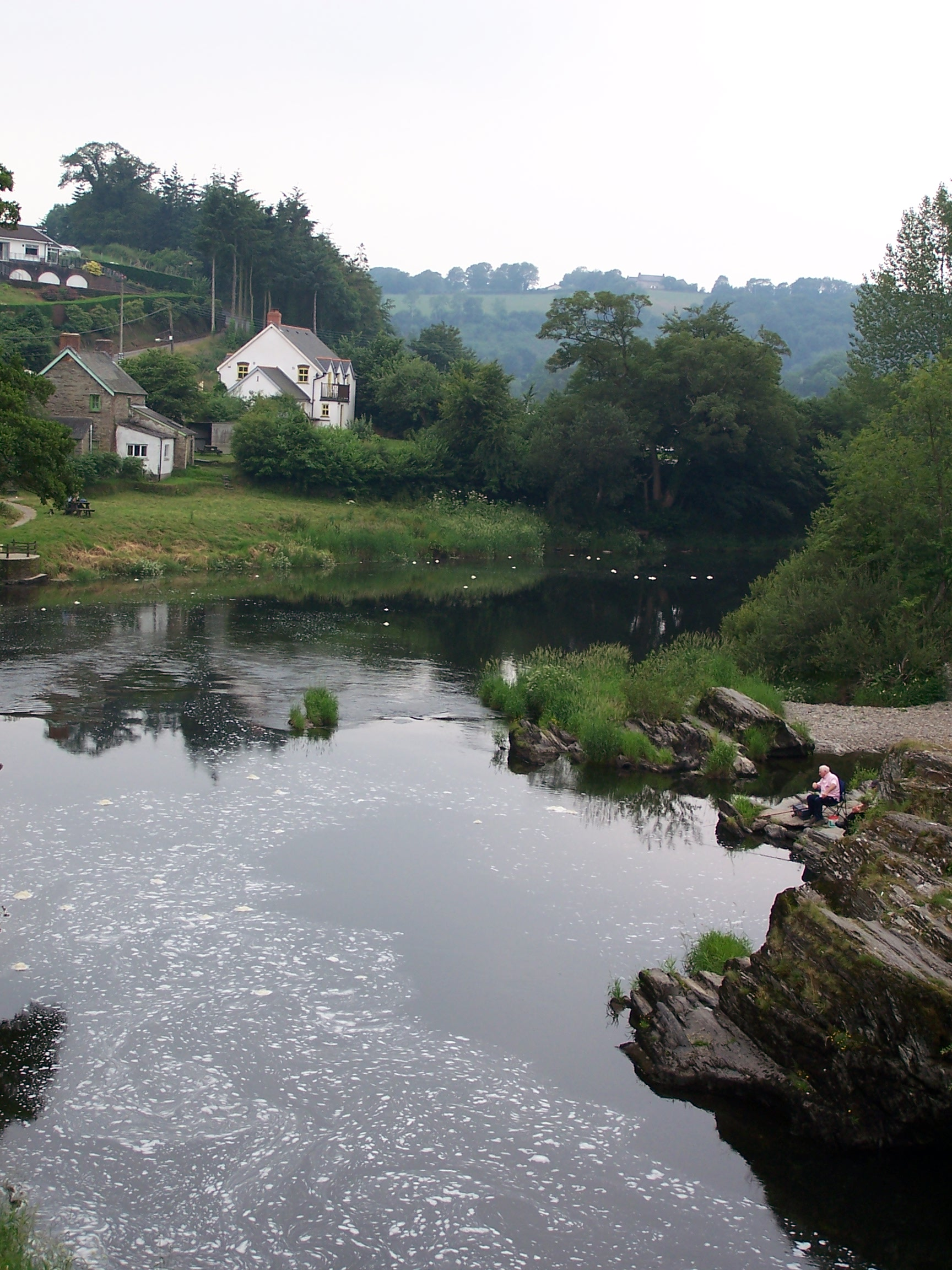
El riu a Cenarth